# Tomás Gamboa
Tomás Gamboa (Izabal; 11 de septiembre de 1947) es un exfutbolista guatemalteco que se desempeñaba como delantero.

## Clubes
| Club              | País        | Año       |
| ----------------- | ----------- | --------- |
| IRCA              | Guatemala   | 1962-1963 |
| Marquense         | Guatemala   | 1963-1964 |
| Ron Botrán        | Guatemala   | 1964-1966 |
| Adler             | El Salvador | 1966-1968 |
| Atlante San Alejo | El Salvador | 1968-1969 |
| Cementos Novella  | Guatemala   | 1969-1972 |
| Adler (cesión)    | El Salvador | 1970      |
| Municipal Limeño  | El Salvador | 1972      |
| FAS               | El Salvador | 1973      |
| Suchitepéquez     | Guatemala   | 1973-1974 |
| Ases del Minar    | Guatemala   | 1974-1975 |

## Selección nacional
Jugó cuatro partidos con la selección de Guatemala en el Campeonato de Naciones de la Concacaf de Costa Rica 1969, anotando un gol en la victoria de 2-0 contra Trinidad y Tobago; terminaría como subcampeón por detrás del anfitrión.

### Participaciones en Campeonatos Concacaf
| Copa                                          | Sede       | Resultado  | Part. | Goles |
| --------------------------------------------- | ---------- | ---------- | ----- | ----- |
| Campeonato de Naciones de la Concacaf de 1969 | Costa Rica | Subcampeón | 4     | 1     |

## Palmarés

### Distinciones individuales
| Distinción                                       | Año     |
| ------------------------------------------------ | ------- |
| Máximo goleador de la Liga Nacional de Guatemala | 1963-64 |